# Ligne Poitiers - Limoges-Bénédictins
La ligne Poitiers - Limoges-Bénédictins est une relation ferroviaire commerciale qui emprunte les 4 lignes suivantes :
- La section Poitiers - Saint-Benoît de la ligne de Paris-Austerlitz à Bordeaux-Saint-Jean.
- La section Saint-Benoît - Mignaloux-Nouaillé de la ligne de Saint-Benoît au Blanc.
- La section Mignaloux-Nouaillé - Le Dorat de la ligne de Mignaloux - Nouaillé à Bersac.
- La ligne du Dorat à Limoges-Bénédictins.

## Histoire
Au départ, la Compagnie du chemin de fer Grand-Central de France avait obtenu la concession pour réaliser et exploiter une ligne reliant Limoges à Paris via Poitiers, Tours et Vendôme. Après la faillite de cette dernière en 1857, c'est finalement la Compagnie du chemin de fer de Paris à Orléans qui mit en service la première ligne le 23 décembre 1867. À l'origine, cette ligne fut créée sous la forme d'un embranchement de la ligne du POLT qui se détachait à hauteur de Bersac sur Rivalier (près de Saint-Sulpice-Laurière) pour relier le Dorat et Poitiers. Elle constituait le prolongement naturel de la Ligne Montluçon - Saint-Sulpice-Laurière. La section de ligne reliant Limoges au Dorat via Bellac, sous la concession de la Compagnie des chemins de fer de l'État, fut mise en service progressivement de 1880 à 1881. En 1882, cette même section sera désormais exploitée par la Compagnie du Paris-Orléans. Du début des années "1950" au mois de mai 1976, cette ligne comportait un service à caractère national (assurée en autorails "Bugatti" puis "ABJ4 - X3600", "U600 - X2400" et ponctuellement en "RGP" X 2700 avant sa suppression) reliant Nantes à Limoges (Express NV et retour VN improprement connu sous le nom de "Vichy à Nantes"). Dans les années "1980", outre les autorails X 2800, des "RGP" circulaient encore sur cette ligne limités au parcours Limoges - Poitiers.
Après plusieurs décennies d'une lente dégradation, un important plan de modernisation de la ligne a été engagé depuis 2006 par l'État et les régions concernées. Depuis le printemps 2010, la voie a été entièrement renouvelée rails et ballast après plusieurs mois d'interruption du trafic. Depuis le nombre des circulations a été augmenté et le meilleur temps total de parcours est tombé de 2h à 1h40 grâce au relèvement des vitesses à 140 km/h ou 90 km/h suivant les sections.
Désormais, des AGC et des X 73500 circulent sur cette ligne.

## Dessertes voyageurs
Le trafic est exclusivement assuré par des circulations du réseau TER Nouvelle-Aquitaine. Avant le lancement de la seconde phase de travaux, en avril 2009, la trame des dessertes se décomposait en trois types de missions : 6 trains desservant la ligne de bout en bout et 4 autres effectuant un parcours partiel.
- Limoges - Poitiers (3 allers/retours par jour)
- Limoges - Le Dorat (1 aller/retour par jour)
- Poitiers - Bellac (1 aller/retour par jour)

Dès le mois d'avril 2010, date d'ouverture de la ligne entièrement modernisée, le nombre total de fréquences est passé sur cette ligne de 5 A/R par jour à 7,5 A/R par jour.
En 2014, la desserte s'est étoffée :
- Limoges - Poitiers : 8,5 aller/retour par jour
- Limoges - Le Dorat : 4 aller/retour par jour
- Le Dorat - Poitiers : 2 allers simples par jour (le matin)

## La ligne dans la littérature
La ligne est décrite dans un récit d'Henri Vincenot de la série des Voyages du professeur Lorgnon paru dans La Vie du rail du 16 février 1964 sous le titre Voyage en nuances, réédité en 1983 aux éditions Denoël et en 2003 aux éditions Omnibus.